# Macatia
Una macatía es un bollo dulce típico de varias islas del océano índico, a saber: La Reunión, Mauricio, Madagascar y las Comoras. Este pan se presenta en forma de bola de pequeño tamaño, de miga compacta y sirve para acompañar las comidas diarias. Se asemeja a un brioche.
El nombre «macatia» entró al criollo y al francés de Reunión a través del suajili mkate, que significa 'pan'. Según el historiador local Prosper Ève, la macatía era el pan de los esclavos cuando todavía se practicaba la esclavitud en Borbón (antiguo nombre de La Reunión). Ève anima a mantener la tradición de las macatías, ligadas a tantas generaciones, y según él, «dejar de consumir macatías o bacalao salado, es dar la espalda a las costumbres de la época».
La macatia forma parte de la cocina reunionesa y es uno de los símbolos de la identidad reunionense. Se venden en las panaderías artesanas de Reunión, así como en algunos supermercados. Puede ser simple, con chispas de chocolate y, a veces, incluso con mermelada.
Constituye un elemento central de muchas intrigas de la tira cómica Tiburce, de Téhem. El héroe del cómic, un niño criollo, siente predilección por las macatías.